# スズキ (魚)
スズキ（鱸、学名：Lateolabrax japonicus） は、スズキ目・スズキ亜目・スズキ科に属する魚。海岸近くや河川に生息する大型の肉食魚で、食用や釣りの対象魚として人気がある。日本では成長につれて呼び名が変わる出世魚である。秋の季語。

## 名称

### 由来
「スズキ」の名の由来については諸説ある。
- ススミ説（出世魚で出世に進むことに由来するとの説）[4]
- スサマジグチ説（口が凄まじく大きいことに由来するとの説）[4]
- ススケ説（鱗がすすけた色であることに由来するとの説）[4]
- ススギ説（鱗がすすいだように白いことに由来するとの説）[4]
- ススジ説（すずしく清らかな身であることに由来するとの説）[4]

### 出世魚
日本においてスズキはいわゆる出世魚で、成長とともに呼び名が変わる。ただし、地方によって呼び名は様々に異なり、統一的な定義はない。
例として、関東では幼魚をコッパ、1年ものと2年もので全長20 - 30センチメートル程度までのものをセイゴ（鮬）、2、3年目以降の魚で全長40 - 60センチメートル程度までをフッコ（福子）、それ以上の大きさの通常4 - 5年もの以降程度の成熟魚をスズキと呼んでいる。関西ではフッコの代わりにハネという呼称が使われている。東海地方では60センチメートル程度までを一律にセイゴ、それ以上の大きさの成熟魚をマダカと呼んで二分することが多い。宮城県周辺では小型のものをセッパとも呼ぶ。有明海産は地元の人からはハクラと呼ばれている。ほか、ルアー釣りの対象としては、全国的にシーバスと呼ばれている。

## 形態
全長は最大で1メートルを超える。体は細長くて平たい（側扁する）。口は大きく、下あごが上あごより前に出る。体色は背中側が緑黒色-灰緑色、体側から腹部にかけて銀白色をしている。尾びれはハート型に切れこむ。若い個体の中には背側や背びれに小黒点が散在する個体もあり、成長とともに消えるが、背びれの黒点は大きくなっても残ることがある。

## 生態

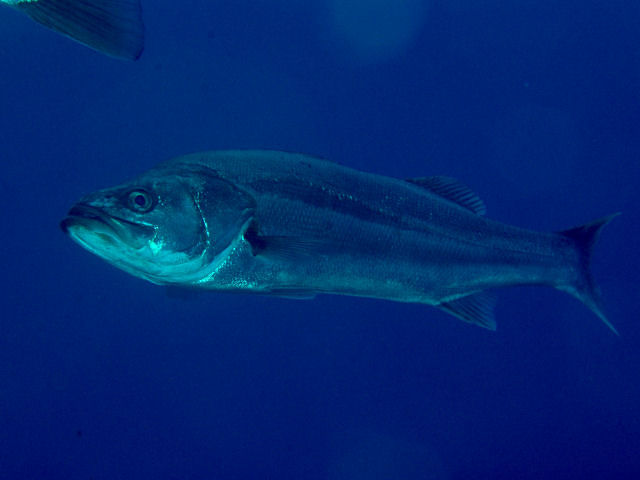
駿河湾の水深5メートル、2013年

北海道南部から九州までの日本列島沿岸と、朝鮮半島東・南部、沿海州に分布する。水温への適応性に優れ、水温2.5℃でも大部分は生存し、幼魚は5℃以上で活発に摂餌する。また、低水温のみならず高水温への適応力も強く、水温が30℃近い環境でも活動することが可能である。淡水でも生きていける。冬は湾口部や河口など外洋水の影響を受ける水域の深い場所で産卵や越冬を行ない、春から秋には内湾の暗礁付近や河川内で暮らすという比較的規則的な回遊を行う。基本的に昼間はあまり動かないが日没後と夜明け前に活発に動く薄明薄暮型である。この索餌活動の日周期性は餌となる生物の活動時間帯と深い関連がある。食性は肉食性で、小魚や甲殻類、イカ類、環形動物などを大きな口で捕食する。このため脳の視葉が発達していて、動くものに反応する視覚主導型の習性である。また、運動の中枢である小脳冠は大きく、生物を捕食するための敏捷な動きを可能にする。この他に光感覚器官として上生体が発達しているため、色彩感覚に優れており行動に大きな役割を果たしていると考えられる。
生殖機能が成熟し繁殖が可能になるのは雌で3歳、雄で2歳。1尾あたりの抱卵数は体長50センチメートル台の親魚で約17万から22万粒である。
産卵期は大体10月から3月で、盛期は日本の多くの場所で12月から1月である(西日本では11〜1月、東北地方では12月中旬から1月上旬)。親魚は湾口部に移り、主に外海に面した岩礁の多い海域において直径約1.3ミリメートルの卵を生む。卵は単独で海中を漂い（球形分離浮性卵）、受精卵は水温14℃で4から5日で孵化する。孵化直後の仔魚は体長約4.5ミリメートルで腹に卵黄を持つ。孵化後5日で卵黄を吸収し終わり体長約2.5ミリメートルになる。各鰭の形が整い鱗が生じ、スズキの原型を持つようになるのは体長約2.6センチメートル程になってからである。仔魚は成長に伴い湾奥や河口近くに集合する。冬から春に湾奥（干潟、アマモ場、ガラモ場、砂浜海岸）や河口付近、河川内の各浅所で仔稚魚が見られる
。一部は体長2センチメートルほどの仔稚魚期から純淡水域まで遡上する。この際、遡上前の成長がより悪い個体ほど河川に遡上する傾向がある。仔稚魚は遊泳力が非常に弱いため、潮汐の大きな有明海では上げ潮を利用して、潮汐の非常に小さい日本海では塩水遡上を利用して河川を遡上する。若狭湾で、耳石の微量元素を指標にして調べた結果によれば純淡水域を利用する個体の割合は3割強に上る。仔稚魚はカイアシ類や枝角類などの小型の生物から、アミ類、端脚類などの比較的大型の生物へとを主食を変化させながら成長する。夏になると河川に遡上した個体の一部が5センチメートルほどになり海に下る。体長が20センチメートルを超えると餌生物はエビ類や魚類が中心となる。また、成長による餌内容の変化に伴い空胃の個体の割合は増加する。
スズキの活動期である春〜秋にかけての水温の高い時期は浸透圧調整機能も高いため、成魚期以降も少なからぬ個体が稚アユや落ちアユなどを狙って河川の純淡水域のかなり上流まで遡上する。かつて堰やダムのなかったころは琵琶湖まで遡上する個体もいたと言われる。熊野川では、河口から約20キロメートル上流の純淡水域でスズキの網漁が盛んに行われていた。現在でも利根川（100キロメートル以上）をはじめ多くの河川で遡上が見られる。さいたま水族館（公益財団法人埼玉県公園緑地協会）は飼育水温を常時23℃以上に維持することで、多数のスズキを淡水魚として周年、終生、生体展示することに成功している。
一方で、内湾にも多くの個体が存在するが、それらの数と河川の個体の数との比や、相互の移動などについてはよくわかっていない。

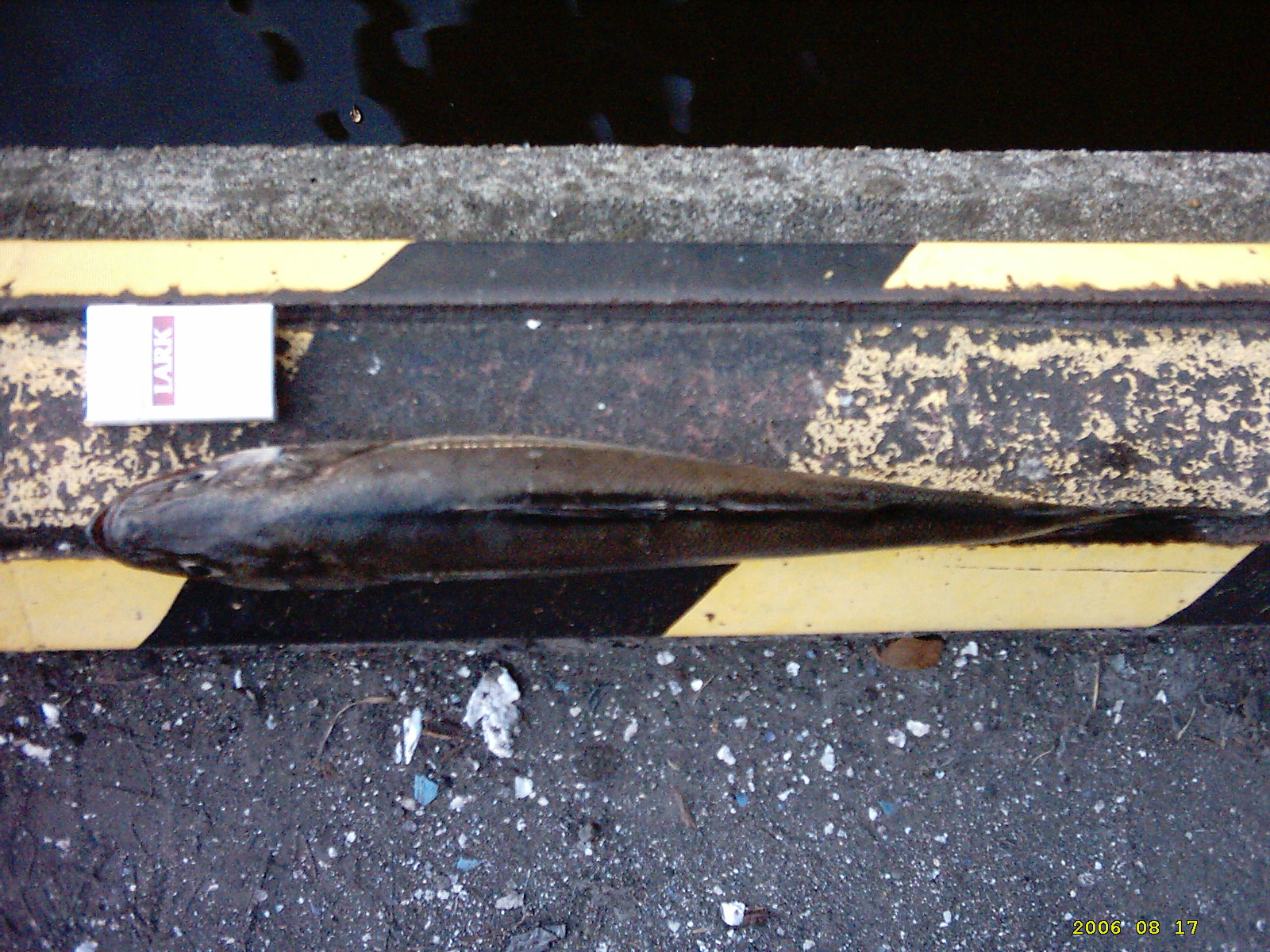
背側
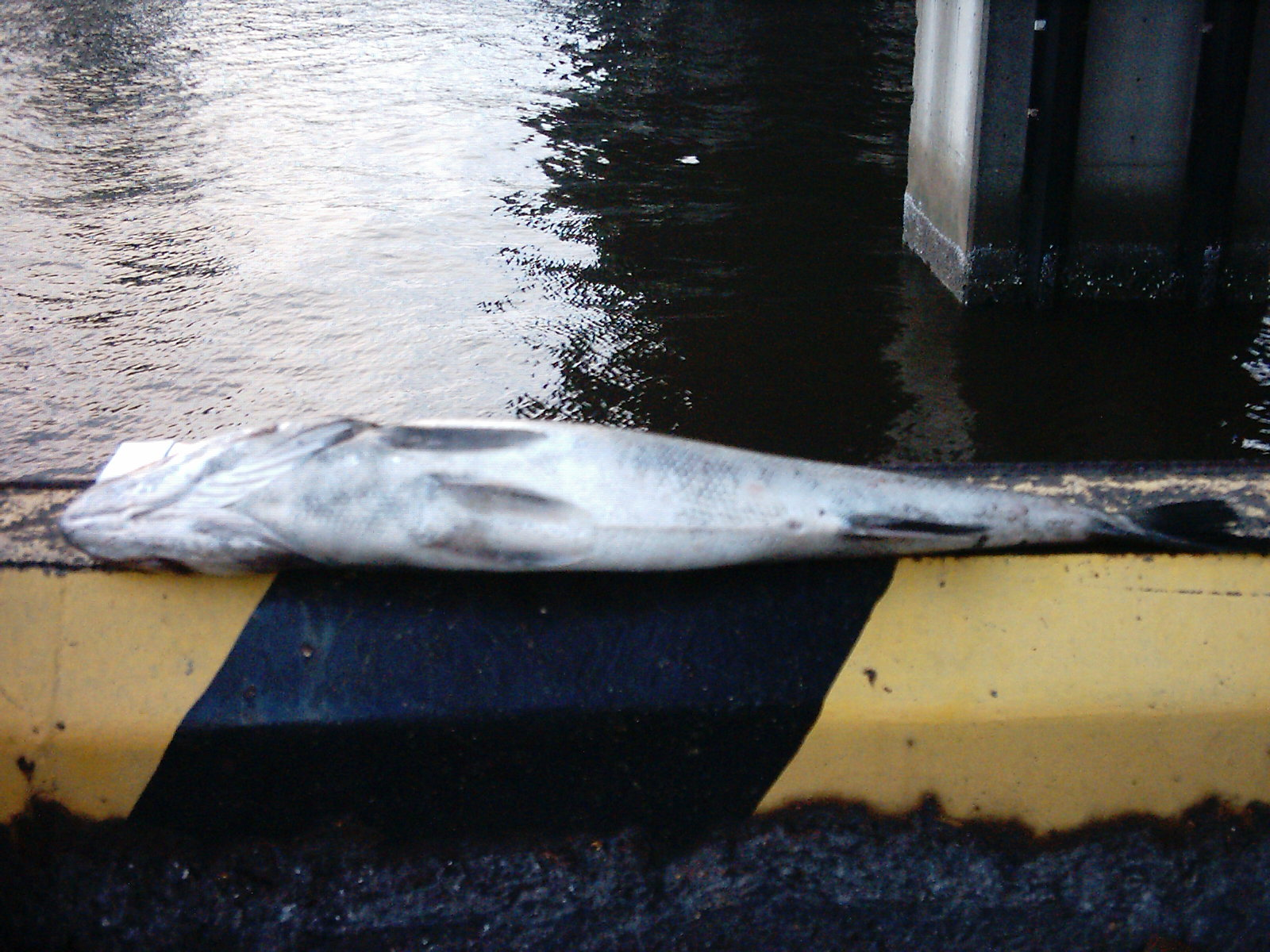
腹側
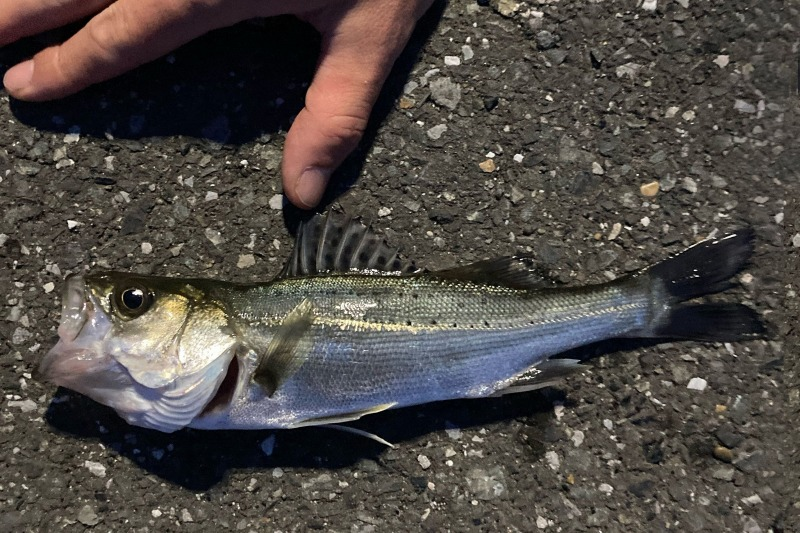
スズキ幼魚・セイゴ

### 分類
スズキ属の上の区分「科」の分類は、見解が分かれることがある。日本での代表種であるスズキの名をつけて、和名では「スズキ科」という名を用いる場合が多いが、これの意味するところは場合により異なる。
1. ペルキクティス類（温帯性スズキ類）と呼ばれる主にペルキクティス属（Percichthys）などを含むオーストラリアやアジア大陸産のケツギョ、スズキ類と一緒にして、スズキ科（ペルキクティス科 Percichthyidae）と呼ぶ場合
2. モロネ類（温帯性シーバス類）と呼ばれるモロネ属（Morone）などを含むヨーロッパやアメリカ大陸産のシーバス、スズキ類と一緒にして、スズキ科（モロネ科 Moronidae）と呼ぶ場合
3. スズキ属（Lateolabrax）だけを含む単独のスズキ科(Lateolabracidae) を設定する場合

があるが、現在では、スズキ属（Lateolabrax）は、スズキ科 Lateolabracidaeに含まれ、ペルキクティス科 Percichthyidaeにもモロネ科 Moronidae にも含まれていないため、Lateolabracidaeがスズキ科とされている。スズキ亜目にも関連記事あり。

### 近縁種
スズキ属魚類の分布は東アジアに限られ、スズキの他に近縁な2種および交雑個体群に由来する集団が知られる。いずれも食用や遊漁の対象として有用である。
ヒラスズキ Lateolabrax latus 英: Blackfin seabass (Katayama, 1957)
全長は最大で1メートルを超える。スズキによく似ているが和名のとおり体高がより高くて平たい体型をしている。他には吻がやや長くて下顎の下面に鱗があること（無いものもある）、尾びれのつけ根が太くて切れこみも浅いこと、側線下方鱗や背鰭軟条数などで他の2種と区別できる。また、頭に対し目が大きい。房総半島および能登半島から屋久島までの太平洋側および日本海側の沿岸、朝鮮半島南岸に分布する。沖縄でもごく稀に釣れることがある。成魚は外洋に面した岩礁域に主に生息する。大きな内湾にはあまり侵入しないが，外洋に面した河口域には稚魚や若魚を中心に普通にみられる。産卵期は11月から4月頃と考えられるが、年によってあるいは海域によって異なるようである。土佐湾では1月ごろから仔稚魚が砂浜海岸などの沿岸浅所に出現し、河川のかなり塩分の低い（1ppt以下）水域にも進入する。種子島では10センチメートル程の個体がスズキのように純淡水域まで遡上した記録がある。生態・生理など不明な部分が多い魚である。水産資源としてはスズキより少なく、美味とされ価格も高めである。
タイリクスズキ Lateolabrax maculatus (McClelland, 1844)
全長1メートルほど。日本記録は1.38メートル（拓寸）。近年までスズキと同種とされていた。鰓杷数、脊椎骨数および側線鱗数で区別できる。スズキと異なり成魚でも多くの個体で黒点が目立つため「ホシスズキ」とも呼ばれるが、黒点の全くない個体もある。もとは中国沿岸、台湾、朝鮮半島西岸に分布し、日本沿岸には分布していなかったが、養殖用に輸入された個体が逃げ出して野生化した外来種である。日本で再生産を行なっているのかについては不明である。産卵期は渤海では8月から11月ごろ、上海近海および台湾では1月ごろである。淡水中での繁殖も可能であり、実際に台湾では行われている。中国では河口から400キロメートル上流まで遡上する個体もいる。天然水域での生態についてはほとんどわかっていない。
有明海産スズキ
成魚になっても体側に黒点がみられる個体がいること等，形態から日本のスズキL. japonicusと中国のスズキとの中間的な特徴が指摘されていた．仔稚魚期にも色素胞が少ないなど、日本の他地域のスズキとの違いがみられ，有明海のいくつかの魚類のように大陸遺存の可能性が指摘された．アイソザイムやDNAのAFLP解析の結果、スズキとタイリクスズキとの交雑個体群に由来する独特な集団であることが示された。

## 漁業

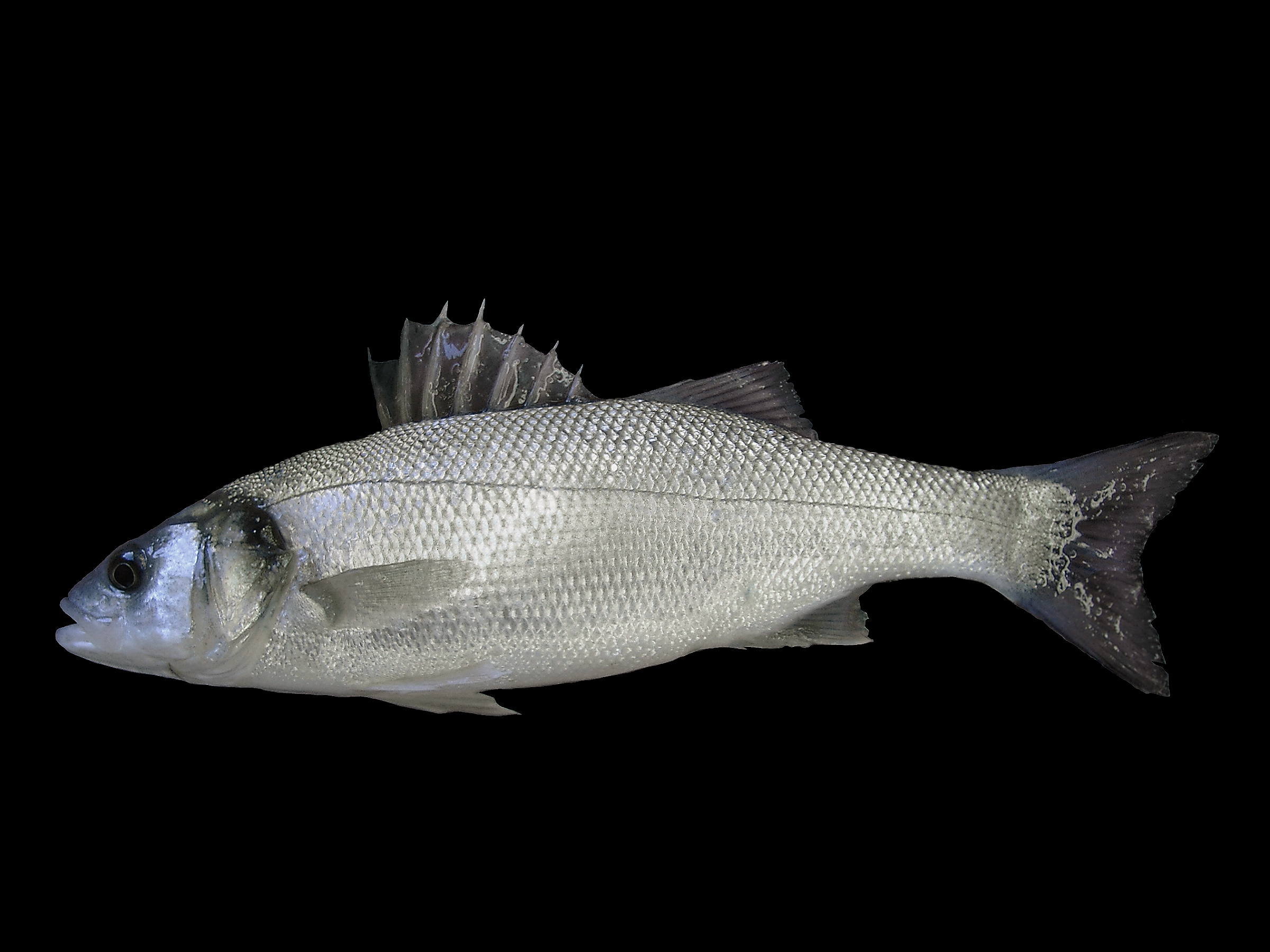
ヨーロッパスズキ

日本では定置網、刺し網などの沿岸漁業で多く漁獲される。東京湾、伊勢湾、瀬戸内海（大阪湾含む）、有明海（別個体群）などの内湾が主な漁場である。最も漁獲量が多いのは千葉県で、兵庫県が次ぐ。
高度経済成長期には都市排水や工場排水による深刻な沿岸汚染の影響を漁場である内湾は大きく受けたことで伊勢湾沿岸の四日市では異臭魚が問題になったり、東京湾や播磨灘では魚から高濃度のPCBが検出されるなど環境汚染による大きな漁業被害が出た。このため一時期は漁獲高も激減したが、その後の排水規制の強化により次第に回復していった。
また、養殖は昔から採捕種苗を用いて少量ながら行われていたが、1990年ごろから愛媛県などで主にタイリクスズキを用いた養殖が盛んになった。現在はかつてほど盛んではない。
昭和後期には徳島県水産試験場鳴門分場や長崎県水産試験場島原分場などで稚魚の生産に成功したが、体表が傷つきやすいことや餌の問題もあって商品サイズまで養成するコストが大きく、稚魚の放流に留まった。
普通のエサ釣りはもちろん、海のルアーフィッシングの対象魚としても人気が高い。スズキ専用のタックルがある。ルアーフィッシングではスズキによく似たヨーロッパスズキ（スズキ亜目を参照）の英語名からとった「シーバス」(Seabass) の名が定着している。釣りジャーナリストの西山徹がこの名を使用しはじめたといわれる。観賞用等に飼育することも可能であるが、相応の設備が必要である。餌に鮎、ハゼ等の小魚、エビ、ゴカイ類、頭足類。

## 文化
出世魚であり、縁起のよい魚であるとされている。
『平家物語』巻第一に「平清盛が船で熊野権現に参拝する際、大きなスズキが船に跳ね入ったことがあった。清盛は「そのむかし、周の武王の船にも魚が跳ね入ったそうである。これは、めでたいことだ」と言い、一族家来ともに、料理して味わった。そのためか吉事が続き、清盛はついに太政大臣にまでのぼり、子孫の出世も、龍の雲に登る勢いであった」と記されている。

## 食材
身は血合いがほとんどない白身で、「スズキ」という和名が「すすぎ洗いしたようなきれいな身」に由来するとする説もあるほど。身の質はタイに似て、柔らかくて癖もなくあっさりしている。関東よりも関西でよく食べられる。
産卵期である冬に、内湾に産卵回遊した大型のスズキが多獲されて多く市場に出回り、そのためにスズキの旬が冬とされることがあるが、この時期には生殖腺に栄養が多く要求されるために体は痩せて肉質は非常に悪い。スズキの肉質がよくなるのは夏で、夏のスズキはよく太って非常に美味である。旬の定義をその魚が最もおいしい時期とするならば、スズキの旬は夏である。生息場所が沿岸であることから水質のよくない河川や工場排水の流れ込む場所で捕獲されるスズキは臭みがあり敬遠されることがある。河川によっては食用に耐えない臭いのする個体もいるので注意。
良好な水質の場所に生息する個体は、魚肉やアラのみならず、肝臓や心臓はソテー、腸は吸い物や煮物、刺身で余った皮は炙り焼き、骨は出汁とり等々、捨てる部分がほとんどなく無駄なく食べられる。 しかし、透明度が高く一見きれいな水域であっても、とくに臓器に長期間滞留するとされるダイオキシンやポリ塩化ビフェニル（PCB）、重金属などで汚染された水域や、良好でない水域で捕獲した個体の内臓を食べることは避けるべきであり、これらの水域で捕獲した個体は魚肉であっても継続的な摂取は避けるほうが無難である。環境省が毎年発行している「化学物質と環境」(年次報告書)にはスズキのPCB等の内分泌攪乱物質濃度が公開されており、東京湾におけるスズキのPCB濃度が高くなっているので、妊婦が摂食する場合には専門家に相談することが望ましい。
生きたものを調理あるいは活け締めする場合、暴れる上、鰓蓋が非常に鋭く危険であるので、頭部をたたいて失神させてから行うとよい。または、脊椎を切断しなくとも鰓の周囲を包丁でさぐり、尾の付け根の血管も切断して血がにじみ出るのを確認してからしばらく海水中に置けば締められる。
特に捕獲してすぐに頭部の付け根付近の脊椎を切断、尾の付け根の血管も切断して活け締めにし、手早く薄造りにしたものを氷を入れた日本酒、または氷水で身が白濁するまで余分な脂肪分を落とした洗いが、日本料理では最も美味だとする食通、料理研究家や識者の評価が多い。
大部分の魚類同様、目の周囲の脂身は眼球を動かす筋肉と旨みが凝縮された脂肪分（DHAなどヒトの健康に有益とされる栄養素を多量に含む）を堪能でき、カマや胸鰭の付け根などのアラも筋肉質で身が締まっており、煮ても焼いても美味である。
旬以外でも年間を通して癖のない白身は高級食材としてフランス料理にも多用され、カルパッチョ、ムニエル、ポワレ、にも重宝されている。
新鮮なものは刺身にするが、昆布じめ、膾、寿司ネタなど、刺身に手を加えて味や歯ざわりを楽しめるようにした料理もよく作られる。他にタタキ、揚げ物、炒め物、塩焼き、奉書焼き、煮付、鍋物など、和洋中を問わず多種多様な料理に利用される。
変わったところでは、燻製も美味である。